# اووه درهر
اووه درهر (انگلیسی: Uwe Dreher; ۱۳ مهٔ ۱۹۶۰ – ۲۰ اکتبر ۲۰۱۶) بازیکن فوتبال اهل آلمان بود.
از باشگاه‌هایی که در آن بازی کرده‌است می‌توان به باشگاه فوتبال بازل اشاره کرد.
وی همچنین در تیم ملی فوتبال زیر ۲۱ سال آلمان بازی کرده‌است.